# Око за око (филм, 1966)
„Око за око“ (на английски: An Eye for an Eye) е американски игрален филм уестърн, излязъл по екраните през 1966 година, режисиран от Майкъл Д. Мур с участието на Партик Уейн, Робърт Лансинг и Слим Пикенс в главните роли. 

## Сюжет
Внимание:  Текстът по-долу разкрива сюжета на произведението (или части от него)!
Талиън е бивш ловец на глави, превърнал се в чифликчия. Ранчото му е опожарено до основи, жена му е изнасилена и с детето им са убити. Талиън тръгва да отмъщава, среща се и наема ловеца на глави Бени Уолъс, за да проследят убиеца Айк Слант. По пътя те се сприятеляват със самотната майка Бри Куинс и нейния син Джо-Хай. След като научават, че Айк Слант е в района с двамата му спътници, Талиън и Уолъс им устройват засада. В последвалата престрелка двамата спътници на Айк са убити, Айк е ранен, но успява да избяга. Дясната ръка на Талион, с която стреля е простреляна, а е лиснат по слепоочето от куршум, което го довежда до загуба на зрението. Оказва се, че Уолъс е син на известния Пат Гарет, който убива Били Хлапето, името му е изписано на ботушите.
Двамата ловци на глави са принудени да разчитат един на друг, което ги кара да се обединят решително в една единствена, неудържима машина за убиване, като тренират стрелба по разпределението на часовник. Талиън казва на Уолъс, кога и къде да стреля, а ослепялият стреля.
Талиън уговаря ден за уреждане на престрелка с Айк чрез негов приближен. По време на престрелката Уолъс е убит. Въпреки развиващата се романтична връзка между Талиън и  Бри, Талиин я оставя, за да не я сполети същата съдба като покойната му съпруга.

## В ролите
| Актьор         | Роля          |
| -------------- | ------------- |
| Робърт Лансинг | Талиън        |
| Партик Уейн    | Бени Уолъс    |
| Слим Пикенс    | Айк Слант     |
| Глория Талбот  | Бри Куинс     |
| Пол Фикс       | Брайън Куинс  |
| Стродър Мартин | Тръмбъл       |
| Клинт Хауърд   | Джо-Хай Куинс |
| Ранс Хауърд    | Хари          |